# Polyscias cumingiana
Polyscias cumingiana är en araliaväxtart som först beskrevs av Karel Presl, och fick sitt nu gällande namn av Fern.-vill. Polyscias cumingiana ingår i släktet Polyscias och familjen Araliaceae. Inga underarter finns listade.